# The Minnows
The Minnows (englisch für Die Elritzen) sind eine Gruppe kleiner Inseln und Rifffelsen, die zu den Fish Islands an der Nordseite der Holtedahl Bay vor der Graham-Küste des Grahamlands auf der Antarktischen Halbinsel gehören. Sie liegen östlich von Flounder Island.
Kartiert wurden sie bei der British Graham Land Expedition (1934–1937) unter der Leitung des australischen Polarforschers John Rymill. Das UK Antarctic Place-Names Committee benannte sie 1959 in Anlehnung an die Benennung der Inselgruppe, zu der sie gehören.